# زبان نطنزی
زبان نطنزی  یکی از زبان‌های ایران مرکزی که در شاخۀ زبان‌های ایرانی غربی قرار می‌گیرد. گویشوران این زبان در ۷٬۰۳۰ نفر و تقریباً هزارنفر تخمین زده شده‌است. و منطقۀ پرتکلم آن شهرستان نطنز در استان اصفهان گفته می‌شود. و طبق اصلس زبان های یونسکو این زبان به شدت در خطر است.